# Аврам Андреев
Аврам Атанасов Андреев е български оперен певец, тенор.

## Биография
Роден е в 1928 година в Разлог. Завършва Българската държавна консерватория в 1954 година при Петър Райчев и започва да пее в Пловдивдската народна опера. От 1966 година е член на БКП. Специализира в Болшой театър в Москва в 1971 година. В 1972 година му е дадено званието „заслужил артист“. Играе Тамино („Вълшебната флейта“), граф Алмавива („Севилският бръснар“), Рамиро („Пепеляшка“), Тони „Уестсайдска история“, Бони („Царицата на чардаша“), Кадията („Луд гидия“), Боляров („Юлска нощ“), Емил („Антигона 43“).
Умира на 2 януари 2024 г. в Пловдив.